# شینگ‌ماهی مالزی
شینگ‌ماهی مالزی (نام علمی: Proteracanthus sarissophorus) نام یک گونه از تیره شینگ‌ماهیان است.